# Evrard Atcho
Evrard Adam Atcho (Losanna, 16 gennaio 1992) è un cestista svizzero, fratello dell'atleta Sarah Atcho, gioca come centro in Svizzera. È stato inoltre membro della nazionale rossocrociata.